# Tricholinopteridius villosus
Tricholinopteridius villosus är en skalbaggsart som beskrevs av Stefan von Breuning och Jean François Villiers 1958. Tricholinopteridius villosus ingår i släktet Tricholinopteridius och familjen långhorningar.
Artens utbredningsområde är Madagaskar. Inga underarter finns listade i Catalogue of Life.